# الخطيط (الشعر)

تعديل مصدري - تعديل

الخطيط محلة تابعة لقرية محبران، التابعة لعزلة الوسط بمديرية الشعر إحدى مديريات محافظة إب في الجمهورية اليمنية، بلغ تعداد سكانها 45 حسب تعداد اليمن لعام 2004.